# Kanton Châtelaillon-Plage
Châtelaillon-Plage is een kanton van het Franse departement Charente-Maritime. Het kanton maakt deel uit van de arrondissementen  Rochefort (3)
La Rochelle (5) (10).
In 2019 telde het 21.417 inwoners.

Het kanton werd gevormd ingevolge het decreet van 27 februari 2014 met uitwerking op 22 maart 2015, met Châtelaillon-Plage als hoofdplaats.

## Gemeenten
Het omvat het kanton volgende 8 gemeenten:
- Angoulins
- Châtelaillon-Plage
- Fouras
- Île-d'Aix
- Saint-Laurent-de-la-Prée
- Saint-Vivien
- Salles-sur-Mer
- Yves